# Coucher de soleil (sculpture)
Coucher de soleil est une sculpture d’Alain Girelli réalisée en 1983.

## Historique
En 1983, Alain Girelli reçoit de la société Escota, la commandes d'une sculpture monumentale en bois imputrescible qu'il nomme Soleil couchant pour l'aire de Jas Pellicot de l'autoroute A8.